# Nicole Beukers
Nicole Beukers (Leiderdorp, 7 de outubro de 1990) é uma remadora neerlandesa, medalhista olímpica.

## Carreira
Beukers competiu nos Jogos Olímpicos de 2016, no Rio de Janeiro, onde conquistou a medalha de prata com a equipe dos Países Baixos no skiff quádruplo.